# Hadamar
Hadamar é um município da Alemanha, situado no distrito de Limburgo-Veilburgo, no estado de Hesse. Tem 40,99 km² de área, e sua população em 2019 foi estimada em 12.528 habitantes.